# Fabryczna (Wrocław)
Fabryczna – była największa dzielnica samorządowo-administracyjna Wrocławia, ustanowiona 12 lutego 1952 roku, zlokalizowana w zachodniej i południowo-zachodniej części miasta. Jej funkcje 8 marca 1990 roku przejął w szerokim zakresie Urząd Miejski nowo powstałej gminy Wrocław. Nazwa Fabryczna przywoływana jest dla celów statystycznych oraz funkcjonuje w organach administracji rządowej i specjalnej, np. ZOZ, urząd skarbowy, prokuratura, policja, itp. Obszar  dzielnicy Fabryczna liczy 118,9 km² i według danych GUS z 31 grudnia 2019 r. był zamieszkiwany przez 207 698 osób.
Nazwa byłej dzielnicy pochodzi od znajdujących się na jej obszarze dużych zakładów przemysłowych. 
Na terenie Fabrycznej wyróżnia się obszary zwane zwyczajowo osiedlami, których nazwy pochodzą najczęściej od wsi i miejscowości włączonych kiedyś w granice Wrocławia.